# Koppetorp
Koppetorp är en mindre samfällighet söder om Hällestad i Finspångs kommun i Östergötland.
Fram till 1600-talet bedrevs där bergsbruk.